# Jeux de masques
Jeux de masques (titre original : Shadows of Self) est un roman de fantasy de Brandon Sanderson, paru en 2015 aux États-Unis puis en 2017 en France. Il s'agit du deuxième livre de la série Wax et Wayne et le cinquième de la série Fils-des-brumes. Il est précédé par L’Alliage de la justice  en 2011 et suivi par Les Bracelets des Larmes en 2016.
L'édition française de ce roman inclut en supplément la nouvelle Jak l'Allomancien et les Fosses d'Eltania qui avait été publié en version originale dans le livre de jeu de rôle Mistborn Adventure Game : Alloy of Law Campaign. 

## Résumé
Waxillium Ladrian a rangé ses pistolets de garde-loi des Rocailles pour vivre dans la vaste métropole d'Elendel. Mais la ville est au bord de l'explosion : la situation économique et politique attise une révolte grandissante. Le climat de tensions atteint son paroxysme lorsqu'une réunion de barons du crime vire au massacre. Malgré le danger omniprésent, Wax, épaulé par son inséparable compère Wayne et par Marasi, la demi-sœur de sa future épouse, s'engage à percer les mystères qui entourent ces meurtres et le chaos grandissant.